# OmegA
OmegA是由诺格创新系统公司于2016年至2020年期间开发设计的一型中型运载火箭，曾受到美国政府的大力资助。作为美国空军的国家安全空间发射规划(National Security Space Launch, 简称: NSSL)的替换计划的一部分，OmegA系列运载火箭旨在为美国发射国家安全卫星(U.S. national security satellites)。 
OmegA的新设计中包含了由洛克达因航太公司(Aerojet Rocketdyne) 所提供的新型复合固体火箭发动机以及低温火箭上面级，其取代了原计划中由蓝源公司提供的上面级发动机。  该型火箭设计近似于已取消的战神一号运载火箭和自由号运载火箭(Liberty)，后两者均由五段航天飞机固体火箭助推器（SRB）和低温上面级组成。Omega计划从肯尼迪航天中心的LC-39B发射架或范登堡空军基地SLC-6发射架发射。 
OmegA被设计用于发射包括美国太空军在内的美政府机构所属之国家安全卫星，理论上来说也可用于发射私人航天载荷。但鉴于其造价不菲，似乎并不能真正与一些私人航天企业所属的同级运载火箭同台竞争。 此外，轨道ATK公司曾在2016年声称该运载火箭，如同其前身战神一号和自由号一样，也可用于发射载人飞船。 
2016年，在美国空军部宣布拨款决议后，OmegA的研发正式开始。   2018年10月，诺格创新系统获得了由美国空军所提供之价值7.92亿美元的研发资金，以用于支持开发Omega系列火箭。 
2020年8月，美国空军部宣布了总价约35亿美元，适用于2022年至2027年国家安全太空发射第二期(National Security Space Launch Phase 2)的发射服务采购结果，但其中OmegA并未被选中。 同时，美国空军宣布将终止所有NSSL第一期中签署的OmegA开发合同，且很可能不会向诺格创新系统支付2019年期间签署的早期开发合同的全款金额。 2020年9月9日，诺格创新系统公司发表声明，宣布取消OmegA火箭的开发计划。 

## 外部連結
诺格创新系统官方网站 （页面存档备份，存于）